# 圭多·馬里倫戈
圭多·馬里倫戈（義大利語：Guido Marilungo；1989年8月9日—）是一位意大利足球運動員。在場上的位置是前鋒。他現在效力於意大利足球乙級聯賽球隊切塞納足球俱樂部。他是在2014年1約租借至切塞納的。